# Dueodde Fyr
Dueodde Fyr er et fyrtårn på Dueodde Strand på det sydlige Bornholm.
Fyret er med sine 47 m Nordeuropas højeste.
Det nuværende fyr er opført i 1962.